# Exhyalanthrax transitus
Exhyalanthrax transitus är en tvåvingeart som först beskrevs av Wray Merrill Bowden 1964.  Exhyalanthrax transitus ingår i släktet Exhyalanthrax och familjen svävflugor. Inga underarter finns listade i Catalogue of Life.